# Kretische Ragwurz

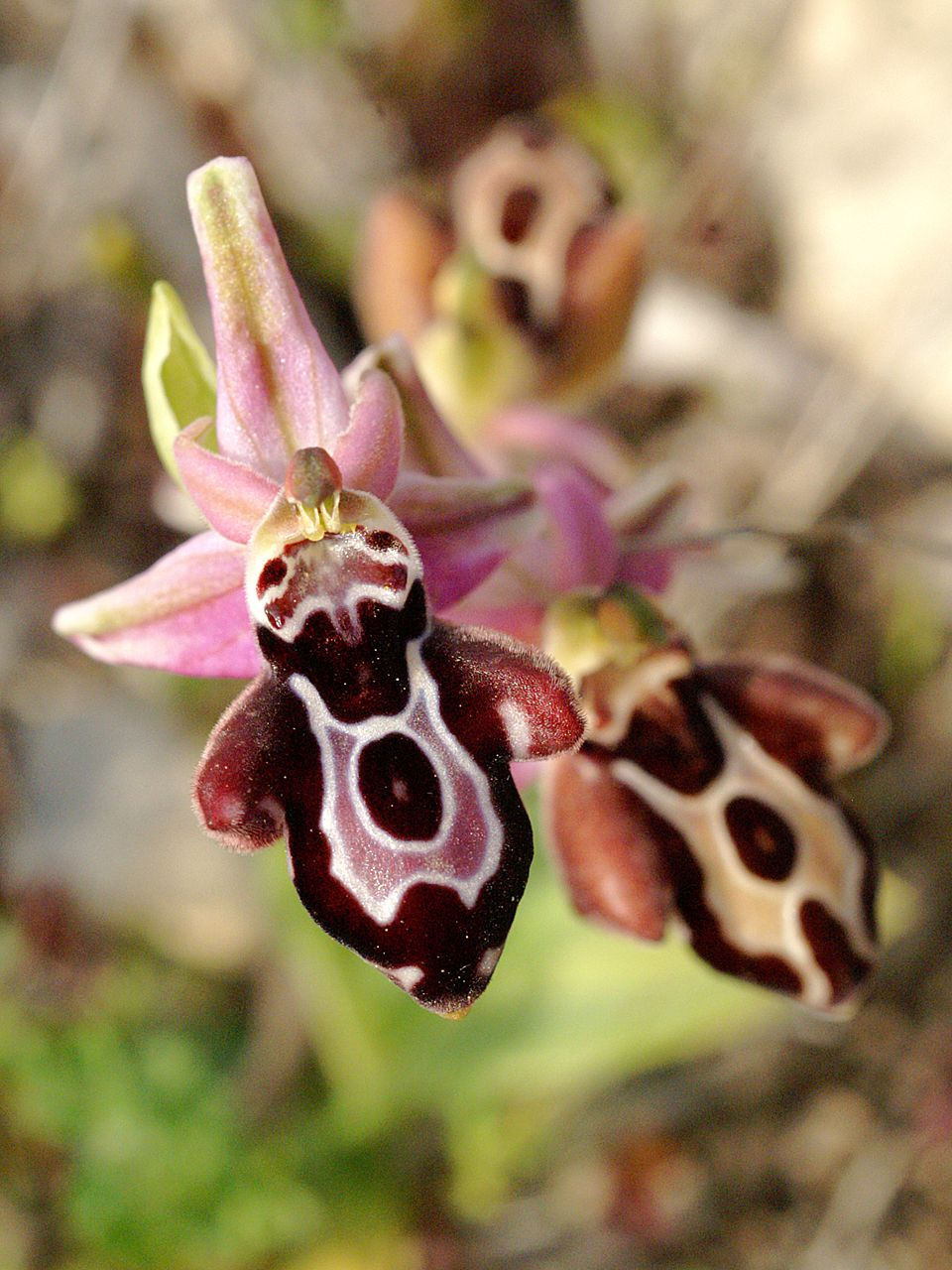
Kretische Ragwurz auf Rhodos

Die Kretische Ragwurz (Ophrys cretica) gehört zur Gattung der Ragwurzen (Ophrys) in der Familie der Orchideen (Orchidaceae). Der deutsche Trivialname kann zur Verwechslung führen mit der Kleinen Kretischen Ragwurz (Ophrys cretensis).

## Merkmale
Die Kretische Ragwurz ist im vegetativen Bereich der Kotschys Ragwurz (Ophrys kotschyi) ähnlich und wird auch von einigen Autoren als Ophrys kotschyi ssp. cretica (Soó) H. Sund. (1975) akzeptiert. Sie ist ein sommergrüner, ausdauernd und krautig wachsender Knollengeophyt mit Knollen als Überwinterungsorgan und erreicht maximal eine Größe von 35 cm.
Der Blütenstand umfasst zwei bis acht Blüten. Die Tragblätter sind kaum länger als die Fruchtknoten. Die eiförmigen Kelchblätter sind grün gefärbt und erscheinen rot überlaufen. Die behaarten Kronblätter erscheinen rosa-lila, manchmal auch mit einem grünlichen Einschlag. Die stumpf dreilappige, schwarzpurpurne Lippe wird bis zu 14 mm lang. Sie trägt ein auffälliges Mal. Dieses variiert sowohl in der Form (streifen- bis H-förmig oder stärker verzweigt), als auch in der Farbe (blasslila bis weiß oder lila mit weißem Rand). Der Mittellappen trägt ein kurzes Anhängsel. Besonders die Seitenlappen sind dicht kurzhaarig. 
Blütezeit ist von März bis April.

## Standort und Verbreitung
Man findet diese Vertreterin der Ragwurzen auf Magerrasen und Garriguen mit basenreichen, trockenen bis frischen Böden unterhalb einer Höhe von 1100 Metern über NN. Das Arealzentrum dieser Pflanzen-Art befindet sich in der Ägäis, man findet sie aber auch in Attika, auf Kreta und Rhodos.

## Taxonomie und Systematik
Die Kretische Ragwurz wurde 1929 von Károly Rezsö Soó von Bere in Feddes Repertorium Specierum Novarum Regni Vegetabilis Band 26, Seite 279 als Varietät Ophrys spruneri var. cretica erstbeschrieben. Diese Varietät wurde 1962 von Erich Nelson in Gestaltwandel und Artbildung erörtert am Beispiel der Orchideen Europas und der Mittelmeerländer, insbesondere der Gattung Ophrys Seite 146 als Art Ophrys cretica (Soó) E.Nelson in die Gattung Ophrys gestellt. Sie wird heute oft als Unterart Ophrys kotschyi subsp. cretica (Soó) H.Sund. angesehen. In diese Stellung hatte sie 1975 Hans Sundermann in Europäische und mediterrane Orchideen: eine Bestimmungsflora mit Berücksichtigung d. Ökologie 2. Auflage Seite 45 gebracht. Nicht hierher gerechnet werden kann Ophrys spruneri f. cretica Vierh., die Friedrich Karl Max Vierhapper 1916 aufgestellt hatte, die aber ein "nomen invalidum" ist.
Man kann mehrere Unterarten unterscheiden:
- Naxos-Ragwurz (Ophrys cretica subsp. beloniae G.Kretzschmar & H.Kretzschmar): Sie kommt im östlichen Kreta, auf Naxos, Paros und Siros vor. Sie gedeiht in Höhenlagen zwischen 0 und 500 Metern Meereshöhe.[2]
- Kretische Ragwurz (Ophrys cretica (Soó) E.Nelson subsp. cretica): Sie kommt auf Kreta und im südlichen Rhodos vor. Sie wächst in Höhenlagen zwischen 0 und 500 Metern Meereshöhe. Bestäuber ist Melecta tuberculata.[2]
- Karpathos-Ragwurz (Ophrys cretica subsp. karpathensis E.Nelson; Syn.: Ophrys ariadnae Paulus, Ophrys cretica subsp. ariadnae (Paulus) H.Kretzschmar[3]): Sie kommt von auf Kreta, Karpathos, Rhodos, Samos, Ios, Milos, Naxos, Paros, Samos und Siros. Sie wächst in Höhenlagen zwischen 0 und 1000 Metern Meereshöhe. Bestäuber ist Melecta albifrons subsp. albovaria. Sie wird auch von manchen Autoren als eigenständige Art angesehen und dann Ariadne-Ragwurz (Ophrys ariadnae Paulus) genannt.[2]